# Windkraftanlage Fröttmaning

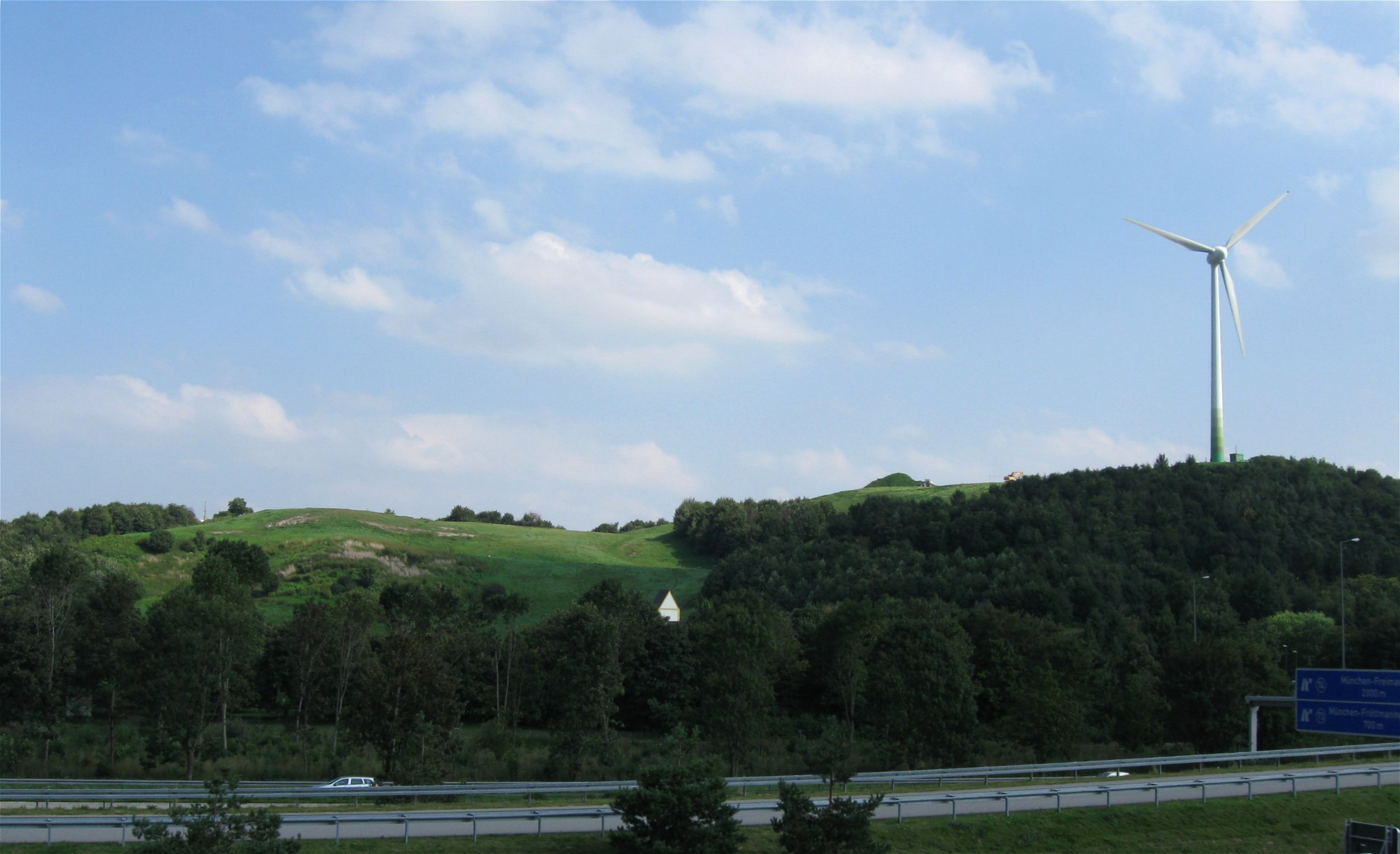
Fröttmaninger Berg mit Windkraftanlage

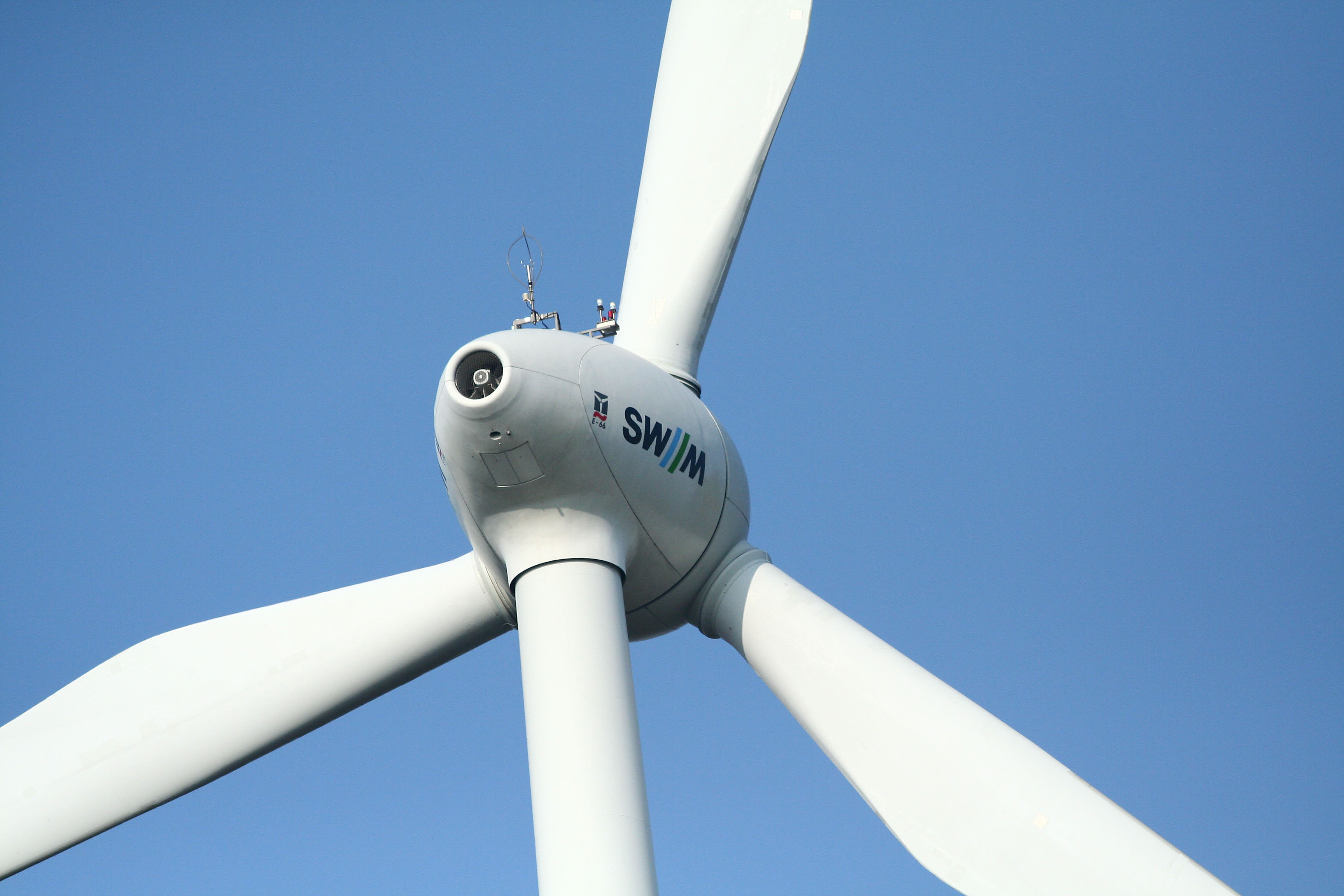
Nahaufnahme der Gondel mit Betreiberlogo

Die Windkraftanlage Fröttmaning liegt auf dem Fröttmaninger Berg im Münchner Stadtteil Fröttmaning.

## Geschichte und Beschreibung
Die Windkraftanlage vom Typ Enercon E-66 ging am 8. Juni 1999 auf dem Fröttmaninger Berg (ehemalige Mülldeponie) in Betrieb. Da der Berg etwa 70 Meter aus der Umgebung herausragt, sind die Windverhältnisse wesentlich günstiger als sonst in München. Die Spitzenleistung der insgesamt knapp 100 m hohen Anlage beträgt 1,5 MW und sie produziert im Jahr rund 1800 MWh elektrischer Energie. Neben einer Abschaltung bei Sturm oder bei Gefahr von Eisbildung schaltet sich die Anlage auch bei einer Überschreitung eines bestimmten Schallpegels ab. Die Windkraftanlage pausiert jeden Abend eine Stunde von 17.30 bis 18.30 Uhr für die Anwohner der Auensiedlung. Des Weiteren wird bei bestimmten Sonnenständen auf einen Betrieb verzichtet (siehe Schattenwurf von Windenergieanlagen). Laut dem Betreiber, den Stadtwerken München, erreicht die Anlage, trotz dieser Maßnahmen, eine Verfügbarkeit von 90 %. Ausgehend von der Nennleistung von 1,5 MW und einer Jahresstromproduktion von 1800 MWh ergibt sich eine Auslastung von 13,7 %; ein akzeptabler Wert für eine Windkraftanlage im Binnenland. Durch ihre Lage nahe dem vielbefahrenen Autobahnkreuz München-Nord ist die weit sichtbare Anlage neben der nur wenige hundert Meter entfernten Allianz Arena, ein Wahrzeichen des Münchner Nordens.
Vom ersten Adventswochenende 2009 bis zum Ende des Jahres 2009 wurden die Rotorblätter der Windkraftanlage im Rahmen des Projekts Stern des Südens durch rund 9.000 aufgeklebte LEDs während der Dämmerung und der Nacht beleuchtet. Dadurch wurde die Anlage zum „größten Weihnachtsstern der Welt“. Ziel der Installation war es auch, ein Zeichen mit besonderer Strahlkraft für grüne Technologien und Nachhaltigkeit vor dem Weltklimagipfel in Kopenhagen (7. bis 18. Dezember 2009) zu schaffen.

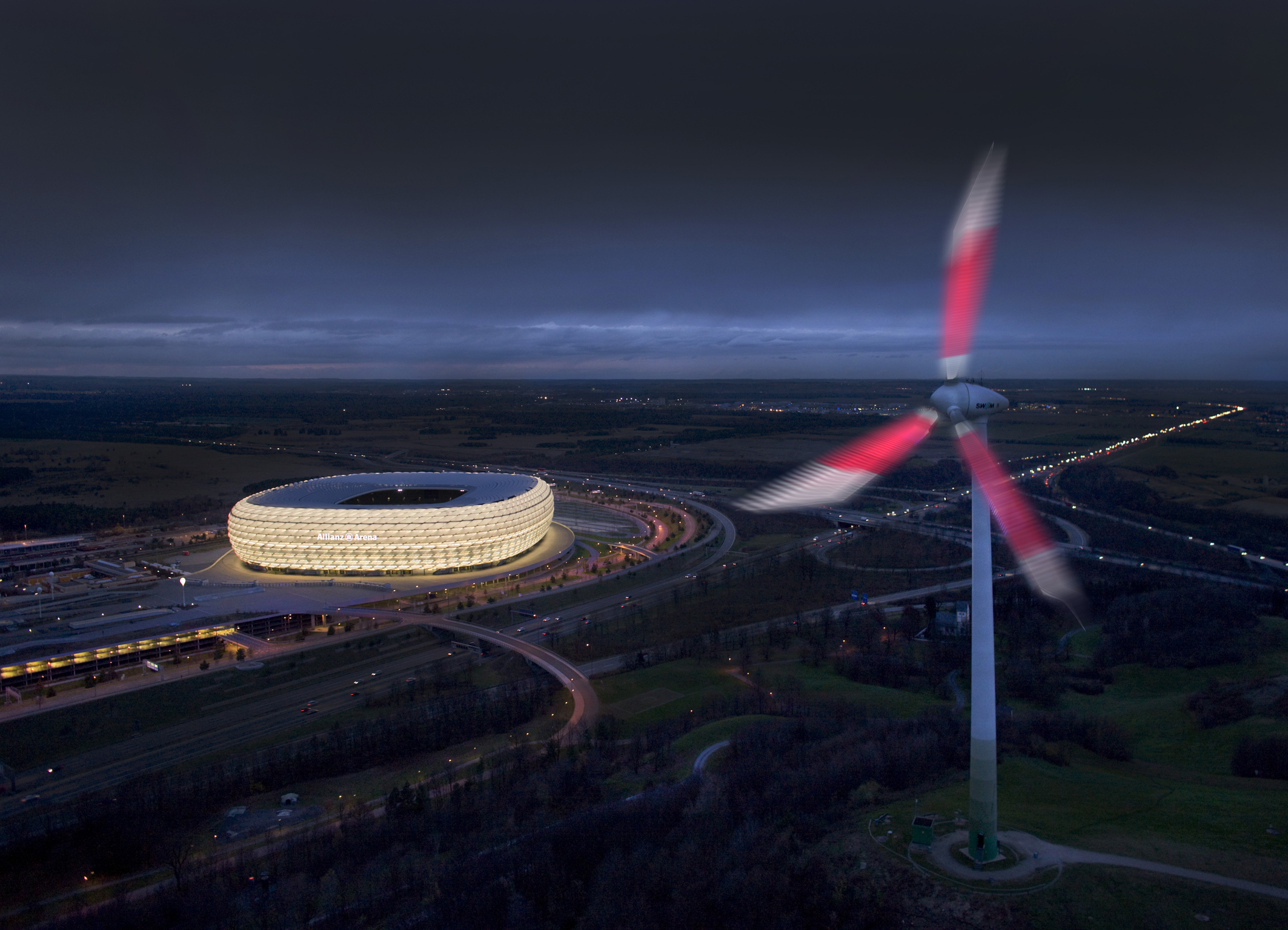
Stern des Südens

Der erzeugte Strom wird seit 2021, nach dem Auslauf aus der EEG-Förderung, direkt an die Münchener Brauerei Augustiner-Bräu verkauft. Im Januar 2021 ging mit der Windkraftanlage Freimann auf der benachbarten Deponie Nord-West ein zweites Windrad in Betrieb.

## Technische Daten
- Typ: ENERCON E-66
- Nennleistung: 1,5 Megawatt
- Nabenhöhe: 66,8 m
- Rotordurchmesser: 66,0 m
- Gesamthöhe: 99,8 m
- Turmdurchmesser unten/oben: 4,15 m / 2,00 m
- Einschaltwindgeschwindigkeit: 2,5 m/s